# Arroyomolinos de León
Arroyomolinos de León is een gemeente in de Spaanse provincie Huelva in de regio Andalusië met een oppervlakte van 87 km². In 2007 telde Arroyomolinos de León 1042 inwoners.